# Хандан-султан
Ханда́н-султа́н (осман. خندان سلطان‎, тур. Handan Sultan; ок. 1574 — 12 ноября 1605) — наложница османского султана Мехмеда III, мать султана Ахмеда I, валиде-султан.

## Биография

### Происхождение и жизнь в гареме
Достоверно неизвестно, откуда родом была Хандан-султан, однако историки предполагают, что она была греческого или боснийского происхождения, носила имя Хелен (Елена) и родилась приблизительно в 1574 году. Хандан была подарена будущему султану Мехмеду III его тёткой Гевхерхан в 1582 году или во второй половине 1583 года. В 1589 году Хандан, при содействии матери наследника престола Сафие-султан, стала одной из фавориток Мехмеда; таким образом Сафие желала лишить влияния другую фаворитку сына — Халиме-султан. 18 апреля 1590 года в Манисе Хандан родила сына Ахмеда. Ряд историков также называет Хандан матерью шехзаде Селима, однако это маловероятно, поскольку Селим родился в 1585 году — за несколько лет до того, как Хандан стала наложницей султана. Как отмечает Лесли Пирс, ни одна из жён или наложниц Мехмеда III не носила титул хасеки.
В 1595 году умер султан Мурад III и Мехмед стал султаном. Хандан в числе прочих домочадцев нового султана оказалась в султанском дворце в Стамбуле. В 1597 году от скарлатины скончался старший сын Мехмеда III — шехзаде Селим, носивший титул наследника престола; новым наследником был объявлен шехзаде Махмуд — старший сын Халиме-султан. Хандан осознавала, что как только султаном станет сын Халиме, её сын будет казнён по т. н. закону Фатиха, и потому Хандан вступила в союз с Сафие-султан. Историк Гюнхан Борекчи предполагает, что Хандан была причастна к смерти наследника: в середине 1603 года шпионами Сафие Султан было перехвачено письмо, отправленное Халиме религиозным провидцем, который предсказал, что Мехмед III умрёт в течение шести месяцев и ему будет наследовать его старший сын; кроме того, согласно записям английского посла, Махмуд открыто не одобрял влияние бабушки на отца и её нелюбовь к его матери. Как отмечает Борекчи, письмо, спровоцировавшее казнь шехзаде, могло быть фальсификацией Сафие и/или Хандан. Как бы то ни было, султан казнил старшего сына и наследником был провозглашён сын Хандан.

### Валиде-султан
Султан Мехмед III умер 22 декабря 1603 года, через полгода после казни старшего сына; на османский трон взошёл тринадцатилетний сын Хандан — Ахмед I, а сама она получила титул валиде-султан. С этого момента и до своей смерти Хандан являлась вторым лицом империи после султана. Как отмечает Лесли Пирс, несмотря на юный возраст, Ахмед мало подчинялся матери, часто пренебрегал её советами и желал ограничить её власть, поскольку перед ним был пример тлетворного влияния на политику Сафие-султан, которую сразу по восшествии на престол Ахмед выслал в Старый дворец; вместе с Сафие по приказу Хандан в Старый дворец было выслано множество слуг и наложниц, которых новая валиде подозревала в связях со свекровью. По распоряжению сына, Хандан получала жалование в размере 1000 акче в день, в то время как Сафие Султан получала в три раза больше. Тем не менее, как отмечает Гюнхан Борекчи, Хандан не любила оставаться в стороне: вместе с шейх-уль-исламом Мустафой-эфенди она стала главным наставником, стражем и советником сына; именно Хандан и Мустафа-эфенди назначали, контролировали и снимали с должностей визирей; визири-сторонники валиде и шейх-уль-ислама чаще других занимали самые высокие должности в государстве.
Одно из главных противостояний между валиде и её царственным сыном случилось почти сразу по восшествии Ахмеда на престол и касалось положения шехзаде Мустафы — второго сына Халиме-султан. Смерть шехзаде Махмуда произвела сильное впечатление на молодого султана и отчасти поэтому Ахмед отказался казнить младшего брата. Другой причиной отказа от казни Мустафы было отсутствие у султана сыновей, что грозило прервать династию в случае смерти Ахмеда; вскоре, после восшествия сына на престол, Хандан стала подбирать Ахмеду красивых наложниц в надежде на то, что если у султана родится сын, он изменит решение по поводу брата. Однако надежды не оправдались: в ноябре 1604 года у Ахмеда родился сын Осман, в марте 1605 — сын Мехмед, а Мустафа всё ещё оставался в живых. Историки предполагают, что Ахмед I посчитал, что брат не может угрожать его правлению ввиду явной психической болезни. Хандан настаивала на казни Мустафы, но Ахмед убедил её просто изолировать брата, поскольку сыновья султана были слишком малы. По общей договорённости Мустафа был переселен в т. н. Кафес — небольшой павильон (кёшк) на территории султанского дворца, в котором шехзаде находился в изоляции от внешнего мира под постоянным наблюдением стражи.

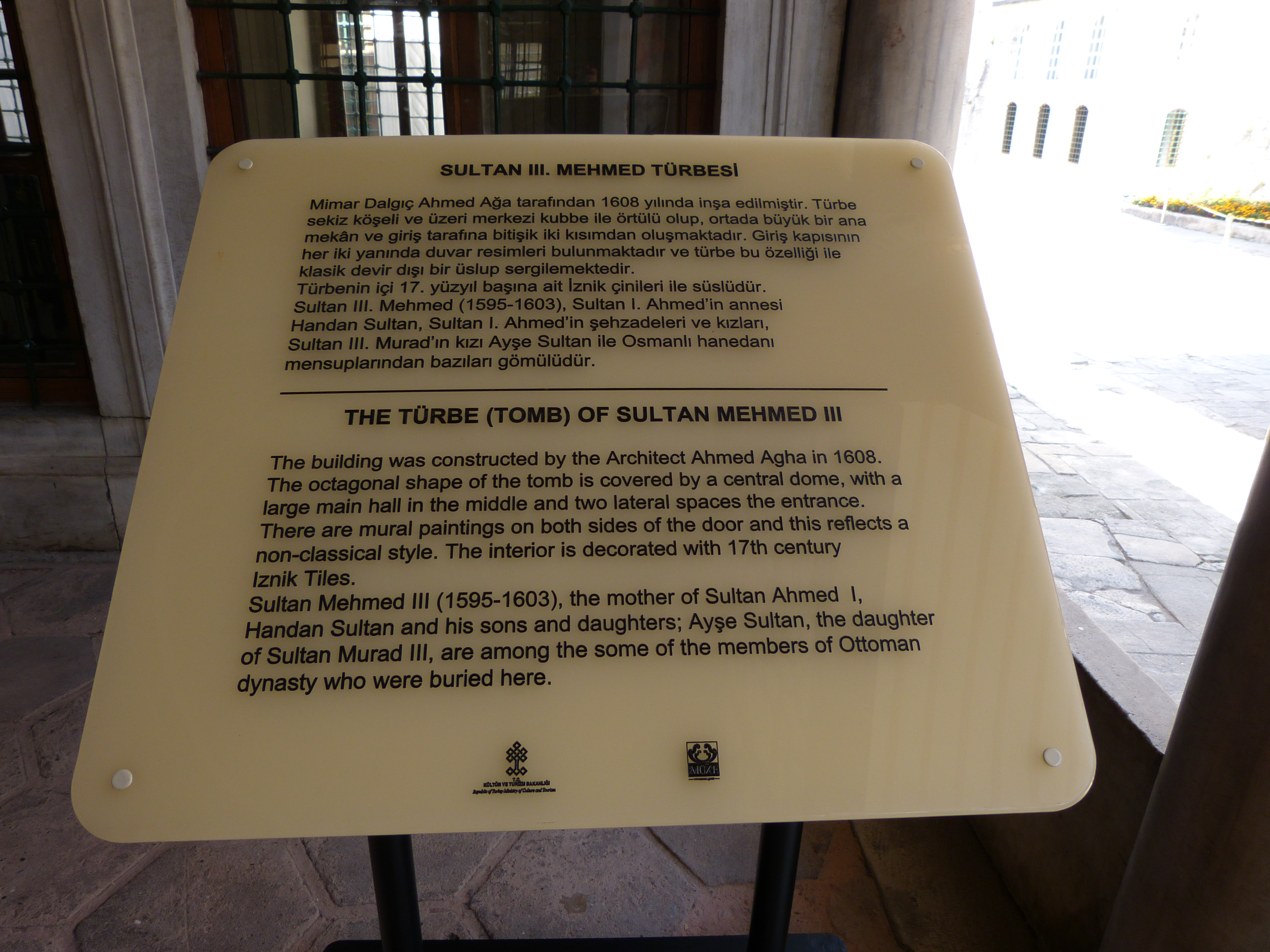
Информационная табличка в тюрбе Мехмеда III, где похоронена Хандан-султан

Хандан неожиданно умерла 12 ноября 1605 года (1 раджаб 1014 года по хиджре) в султанском дворце в Стамбуле, когда ей было чуть больше тридцати лет. Причины смерти неясны: так, существуют версии о том, что Хандан умерла от болезни желудка, была отравлена матерью Мустафы I Халиме, свекровью Сафие или невесткой Кёсем, совершила самоубийство или её свело в могилу беспокойство за сына во время восстания Джелали. Ахмед устроил матери пышные похороны и для упокоения души валиде раздал страждущим большое количество еды и подаяний. Хандан была похоронена в тюрбе мужа в мечети Ая-Софья. Горе Ахмеда было столь велико, что через семь дней после похорон Хандан, несмотря на непогоду, он покинул столицу и отправился в Бурсу.
Помимо политической деятельности, Хандан, как и другие матери султанов, занималась благотворительностью. Известны как минимум два фонда, созданных Хандан: в Менемене и Килисе. Валиде передавала большую часть своих доходов этим фондам, а после её смерти им была пожертвована большая часть имущества Хандан.

## В культуре
- Хандан является одним из персонажей турецкого фильма «Махпейкер» (2010); роль Хандан исполнила Айтен Сойкёк[24].
- Хандан является персонажем турецкого историко-драматического сериала «Великолепный век. Империя Кёсем» (2015); роль Хандан исполнила Тюлин Озен[25].